# Championnats d'Europe de char à voile 1967
Navigation
1966 1968
Les 5e championnats d'Europe de char à voile 1967, organisés par le pays hôte sous l'égide de la fédération internationale du char à voile, se sont déroulés au Sankt Peter-Ording dans le Schleswig-Holstein en Allemagne,.

## Podiums
| Épreuve       | Or                                                   | Argent                                     | Bronze                                   |
| Classe 2 et 1 | Uwe Schröder                                         | Rüdiger Grassy                             | Manfred Kribis                           |
| Classe 3      | Jan Dick Wevers Gerda Meeuwissen Frederik Meeuwissen | Robert Demuysere Pierre Debra Jean Veraart | Garry Benson Brian Davies Leslie Damsell |

| Épreuve | Or               | Argent        | Bronze      |
| Femmes  | Gerda Meeuwissen | Monique Gimel | Helga Junge |

## Tableau des médailles par nation
| Rang | Nation      | Or | Argent | Bronze | Total |
| ---- | ----------- | -- | ------ | ------ | ----- |
| 1    | Pays-Bas    | 3  | -      | -      | 3     |
| 2    | Allemagne   | 1  | 1      | 1      | 2     |
| 3    | Belgique    | -  | 3      | -      | 3     |
| 4    | Royaume-Uni | -  | -      | 3      | 3     |

| Rang | Nation    | Or | Argent | Bronze | Total |
| ---- | --------- | -- | ------ | ------ | ----- |
| 1    | Pays-Bas  | 1  | -      | -      | 1     |
| 2    | France    | -  | 1      | -      | 1     |
| 3    | Allemagne | -  | -      | 1      | 1     |